# Club Social Cultural y Deportivo Espoli
El Club Deportivo Espoli es un equipo de fútbol ecuatoriano, cuya sede está en la ciudad de Quito. Fue fundado el 5 de febrero de 1986. Actualmente juega en la Segunda Categoría de Ecuador.
Es un equipo patrocinado por la Policía Nacional del Ecuador y la Escuela Superior de Policía (Espoli), cuyos socios mayoritariamente son miembros activos o retirados de dicha institución. Se caracteriza porque a su plantilla de jugadores, únicamente pertenecen deportistas de nacionalidad ecuatoriana.
Algo característico de este club nunca ha sido el cambio de sede de localía, siendo el único club de Pichincha que nunca ha adoptado su modalidad del cambio de sede de localía. A partir de 2016, el escenario oficial del equipo será el Estadio Olímpico Atahualpa de Quito. En años anteriores el equipo tuvo como sede 7 espacios para sus partidos, como el Estadio de la Escuela Superior de Policía de 1986 a 1990 (2 años), el Estadio Olímpico Atahualpa de 1990 a 1995 (5 años), de 1995 a 2001 (6 años), 2004 (1 año), 2012 (1 año) y 2016 (1 año) y el Estadio Gonzalo Pozo Ripalda, por una vez del 18 de abril al 3 de octubre de 2004 en Quito; también el Estadio Olímpico de Ibarra del 30 de agosto al 29 de octubre de 1995 (2 meses) y de 2002 a 2004 (2 años) en Ibarra, el Estadio Gilberto Rueda Bedoya solo una vez en el Torneo Apertura de 2005, el Estadio Guillermo Albornoz de 2005 a 2007 (2 años) y 2017 en Cayambe, el Estadio La Cocha de 2007 a 2009 (2 años) en Latacunga, el Estadio Olímpico Tsáchila de 2010 a 2012 (2 años) y de 2013 a 2014 y del 28 de febrero al 21 de noviembre de 2015 (1 año) en Santo Domingo, el Estadio Municipal General Rumiñahui de 2012 (1 año) en Sangolquí y el Estadio Rafael Vera Yépez de 2014 (1 año) en Babahoyo.
Entre sus barras características, destacan dos principales: "La Barra del Gallito", una barra brava ubicada en la general norte del Estadio Olímpico Atahualpa, y "La Poli", autodenominada como "la culta barra del Espoli", que se sitúa en la sección de preferencia del mismo estadio.
Fue subcampeón de la Serie A de Ecuador en 1995.

## Historia
El club fue fundado el 5 de febrero de 1986,[cita requerida] patrocinado por la Policía Nacional del Ecuador y la Escuela Superior de Policía (de Espoli). Cuatro meses después, el 9 de junio de 1986 el Espoli fue registrado en la Asociación de Fútbol No Amateur de Pichincha (AFNA).[cita requerida]
En sus inicios, estaba fundamentalmente formado por elementos de las dos entidades antes nombradas, cuyos miembros eran aficionados al fútbol, y de esta forma, jugó y disputó los torneos del campeonato de amateur y segunda categoría de la provincia de Pichincha desde su fundación. Con el paso del tiempo fue contando con jugadores profesionales que elevaron el nivel futbolístico del equipo profesional de Quito. Así comenzó el inicio del profesionalismo en el Espoli, pero sería en 1990, en la que el equipo se consagró como campeón provincial y nacional en ascenso de la Segunda División del balompié ecuatoriano, en la que haría una excelente campaña y se clasificaría a la Serie B de la Liga del Fútbol Ecuatoriano.
Tras ascender de la Segunda Categoría a la Serie B al finalizar 1991, el equipo se ubicó en segundo lugar en 1992, aunque no logró el ascenso ese año. Sin embargo, en 1993, se coronó campeón de la Serie B y consiguió el ascenso a la Serie A por primera vez en su historia.  En 1994, debutó como equipo profesional y jugó por primera vez en la primera división. En 1995, alcanzó el subcampeonato tras una destacada campaña, lo que le permitió clasificar a la Copa Libertadores de América en 1996. En este torneo, se enfrentó al campeón ecuatoriano Barcelona, así como a los equipos paraguayos Cerro Porteño y Olimpia. Finalmente, fue eliminado en los octavos de final por el Corinthians de Brasil.
Participó tres veces de la liguilla final de la Serie A del Fútbol Ecuatoriano en los años 1994, 2000, 2001.
A inicios de 2002, el club enfrentó la suspensión del Estadio Olímpico Atahualpa en Quito, donde jugaba como local. El último partido del cuadro policial en este escenario se disputó el 18 de diciembre de 2001. logrando la victoria 3-1 ante Emelec. Sin embargo, debido a problemas económicos, el club cayó en una profunda crisis entre 2002 y 2007, marcada por dificultades financieras, deportivas, sociales e institucionales. Ante la falta de apoyo en Quito, el equipo se vio obligado a buscar un nuevo escenario fuera de Pichincha, trasladándose a Ibarra. Allí, el 10 de febrero de 2002, disputó su primer partido en esta nueva etapa ante Olmedo de Riobamba, logrando una victoria de 3-2.
A mediados de 2004, el club volvió a sufrir la suspensión del Estadio Olímpico en la ciudad de Ibarra, en el que no jugaba como local interrumpiéndose la racha gloriosa en el último partido que se jugó en dicho estadio, en Ibarra ante el  rival de 2 años atrás el Olmedo de Riobamba el 4 de abril de ese año Cayó 2 a 0. Nuevamente los policiales tuvieron que decidir buscar y cambiar de escenario dentro de la provincia de Pichincha y optaron por el Estadio Olímpico Atahualpa en la ciudad de Quito, donde de nuevo se jugó el primer partido del cuadro policial que se jugó nuevamente en Quito en esta temporada ante el Aucas el 18 de abril de 2004 cuando empató 0 a 0.
Mala actuación en la Serie A en 2004, en la cual quedó último lugar con un doloroso resultado deportivo un equipo de la escuela de la policía tocó fondo a finales de 2004 y descendió a la Serie B por primera vez en su historia, incluso descendió a la Serie B disputando su último partido del equipo en ese año ante el Deportivo Cuenca el 3 de octubre de 2004. Al final del partido cayó 3 a 1, lo que consumó el descenso del club policial a la Serie B. Espoli perdió la categoría y descendió a la Serie B por primera vez en su historia luego de 10 años de permanencia en la Serie A del Fútbol Ecuatoriano.
En el Torneo Apertura de 2005, el Espoli jugó en la Serie B, Con una extraordinaria campaña consiguió el ascenso a la Serie A. El último partido del cuadro policial en la Serie B lo disputó ante la Liga de Portoviejo el 9 de julio de 2005. El partido terminó con un empate 1 a 1, resultado que le permitió ocupar el primer lugar del torneo, primer lugar del torneo, ganando de esa manera su retorno a la serie de privilegio para el Torneo Clausura de 2005 después de un año duro, tormentoso y difícil y así el Espoli revivió y salvó la categoría.
Otra mala actuación en la primera etapa de la Serie A en 2006, en la cual quedó último lugar, con un doloroso resultado deportivo un equipo de la escuela de la policía tocó fondo a finales de 2004 y descendió nuevamente a la Serie B por segunda vez en su historia, incluso descendió a la Serie B disputando nuevamente su último partido del equipo en ese año ante el Deportivo Cuenca el 14 de mayo de 2006. Al final del partido cayó 1 a 0, lo que consumó el descenso del club policial a la Serie B. Espoli perdió la categoría después de 2 años y 19 meses y descendió a la Serie B por segunda vez en su historia luego de 12 años de permanencia en la Serie A del Fútbol Ecuatoriano.
Entre mediados de 2006 y 2007, el Espoli jugó nuevamente en la Serie B, Con una extraordinaria campaña consiguió el ascenso a la Serie A. El último partido del cuadro policial en la Serie B lo disputó ante la Manta F.C. el 8 de diciembre de 2007. El partido terminó con una contundente victoria de 3 a 0, resultado que le permitió ocupar el segundo lugar del torneo, por debajo de la Universidad Católica, ganando de esa manera su retorno a la serie de privilegio para la temporada 2008.
A mediados de 2007, el club sufrió de nuevo la suspensión del Estadio Guillermo Albornoz en la ciudad de Cayambe, en el que jugaba como local y esta racha gloriosa se interrumpió en el último partido del cuadro policial, que se jugó en dicho estadio, en la ciudad de Cayambe ante Liga de Loja. Ocurrió el 4 de agosto. Iba venciendo 1 a 0 y se suspendió el partido, por el fuerte viento en la ciudad de Cayambe. Por ello, los policiales tuvieron que decidir buscar y cambiar el escenario nuevamente fuera de la provincia de Pichincha donde de nuevo se jugó el primer partido del cuadro policial que se jugó en Latacunga en esta temporada ante la Universidad Católica el 18 de agosto de 2007 cuando empató 1 a 1.
En 2009, el club sufrió de nuevo la suspensión del Estadio La Cocha en la ciudad de Latacunga, en el que jugaba como local al igual que Ibarra. La racha que el equipo llevaba se interrumpió en el último partido del cuadro policial, que se jugó en dicho estadio, en la ciudad de Latacunga ante Olmedo. Ocurrió el 21 de noviembre. Cayó 3 a 2 y se suspendió el partido, por los incidentes suscitados y la sanción del cuadro. Por ello, los policiales tuvieron que decidir buscar y cambiar el escenario nuevamente fuera de la provincia de Pichincha. El primer partido del cuadro policial que se jugó en Santo Domingo en esta temporada ante la Emelec el 14 de febrero de 2010 cuando cayó estrepitosamente por 3 a 0.
La última mala actuación en la Serie A fue en 2011, en la cual quedó último lugar, la Espoli consumó por última vez en su historia, y en el marco de la celebración de los 25 años del club en las bodas de plata, incluso descendió a la Serie B su último descenso a la Serie B había sido en mayo de 2006, disputando su último partido del equipo en 2011 ante el Barcelona fue el 4 de diciembre de 2011 en el Estadio Monumental. Al final del partido el equipo policial cayó 1 a 0, lo que consumó el descenso del club a la Serie B. Espoli había nuevamente perdido la categoría después de 5 años ya que volvería a jugar en la Serie A en 2008. En 2014, el equipo del gallito estuvo a punto de descender a Segunda Categoría y esto lo repitió en 2015, el equipo estuvo a punto de descender a Segunda Categoría ambos ocupó en noveno lugar.
La última mala actuación en la Serie B fue en 2016, en la cual quedó penúltimo lugar. La Espoli consumó por última vez en su historia, y en el marco de la celebración de los 30 años del club, incluso descendió a la Segunda Categoría cayó con Liga de Loja 3 a 0, lo que consumó el descenso. Espoli perdió la categoría y descendió a la Segunda Categoría por primera vez en 25 años en su historia de aquel equipo de esta manera el Espoli se despidió y se retiró de la Serie B y del fútbol ecuatoriano, y en el marco de la celebración del 30.º aniversario del club, se puso fin a 5 oprobiosos años seguidos del Espoli en la Serie B (de 2012 a 2016) y terminó de hundirse a la Segunda Categoría lugar del que jamás volvieron a ver la luz equipos tradicionales del fútbol ecuatoriano de antaño como el América de Quito, Everest, Patria, Norte América, Calvi, Panamá, Esmeraldas Petrolero, Juventus, Juvenil, Green Cross, Juventud Italiana, Bonita Banana, Audaz Octubrino, Santos, Liga de Cuenca, Deportivo Quito, Olmedo, América de Ambato, Búhos ULVR (ex Guayaquil Sport), Clan Juvenil y los desaparecidos Politécnico, Manta Sport, River Plate de Riobamba, Filanbanco, Valdez, Liga de Loja, Deportivo Azogues y Fuerza Amarilla en medio de la debacle del cuadro de la Policía Nacional.
Desde el 2017 el equipo policial no ha regresado a la primera categoría a consecuencia de la falta de hinchada de Espoli.
En el año 2020, Espoli dejó de participar en los torneos de Segunda Categoría por problemas administrativos y financieros.

### Creación del Club
El Sr. General de Ejército Alberto Enríquez Gallo, Jefe Supremo de la República (1937-1938) mediante decreto supremo creó la Escuela de Carabineros iniciándose la etapa profesional de lo que hoy es la Policía Nacional del Ecuador y que en esa época se denominaba Fuerzas de Policía
La primera escuela funcionó en las instalaciones ubicadas en la esquina de las calles Cuenca y Mideros (Cuenca en homenaje a Santa Ana de los cuatro ríos de Cuenca, y Mideros en homenaje a ese extraordinario escultor Luis Mideros).
En todas las escuelas se formaron extraordinarios grupos de deportistas, sobresaliendo siempre el equipo de fútbol. Victorioso en los encuentros deportivos que sostenía con sus similares representantes de los Centenarios Colegios de la Capital y luego frente a los de las Fuerzas Armadas.
En 1969 se formó un poderoso equipo de fútbol conformados por los siguientes gladiadores: Hugo Villavicencio, Rufo Rueda, Abelardo Rodríguez, Carlos Coloma, Jaime Morales, Pastor Córdova, Carlos Aguirre, Miguel Jácome, Mario Cevallos, José Morales. Era un equipazo, invencible en las contiendas deportivas. 
Recuerdo en una ocasión que jugamos frente al ESMIL (1973), cuando este funcionaba en la Av. Orellana, un cadete militar expresó: “hemos hecho una promesa y ojala podamos cumplirla: no nos dejaremos ganar por los chapas, por que hay que reconocer que siempre han sido los mejores”, con promesa y todo, marcharon los ESMIL. 
En todas las promociones existieron jugadores de la talla de los Rodríguez, los Villavicencio, los Cevallos, los Albarracín, los Mejía, los Guevara, los Chávez, los García, los Valenzuela, los Loza, los Jara, hasta el Seco López que cuando marcaba un gol, festejaba con las alas desplegadas, le decíamos Mario Enrique Raffart, al tres Patines Enrique Amores, le decíamos Pepona (que recuerdos), al Wilmon Padilla, le decíamos Maradona, no por lo enano sino por lo hábil con la pelota. 
Hasta que llegó una época en que el equipo de fútbol de la Escuela estuvo conformado de verdaderos Crack: Limaico, Zamora, Mena, Terán, Baldeón, Cuellar, Gallardo, Valdez, Martínez, Tamayo, Tobar, Valenzuela, un equipo invencible.
Las autoridades de la Escuela impresionadas por la calidad de los jugadores y la fortaleza del equipo deciden incursionar en otro escenario, piensan en el profesionalismo y, con la autorización del Alto Mando, convocan a una Asamblea General a los Oficiales, Clases y Policías que gustaban del fútbol y se habían identificado con el equipo; la razón, conformar un Club Deportivo que lleve el nombre de ESPOLI. 
Este nombre nació en un campeonato ínter fuerzas organizado por la Fuerza Naval; en el momento del desfile de inauguración el Ejército llevaba una pancarta con el nombre de la Escuela Superior Militar Eloy Alfaro “ESMIL”, la Fuerza Naval “ESUNA”, la Fuerza Aérea Ecuatoriana “FAE” y la Escuela de Policía “ESCUELA SUPERIOR DE LA POLICÍA NACIONAL”, un letrero demasiado extenso. Salta la imaginación de Capitán Villacís y resume el nombre a “ESPOLI”.

### Campeón de Segunda
1986
Dirigentes con alma mater como el general René López E., el teniente coronel Rodrigo Beltrán y el teniente Marcelo Tamayo, procedieron a la contratación del Primer DT. de Espoli en la persona del Profesor Orlando Bedoya. Para el campeonato se conformaron dos series. Participó en la "B" junto al Independiente, Espoli, Atlanta, Oriente Petrolero, Minerva, U. Gabrielina y Hajduk. En el sextangular final, acumuló 12 puntos, coronándose campeón, mientras Politécnico logró el segundo puesto con 10 unidades.
De pies: Trcnl. Rodrigo Beltrán, Luis Mena, Gustavo Terán, Leonidas Baldeón, Jaime Zamora, Wilmer Cuellar, Edison Gallardo, DT Orlando Bedoya, Cuclillas: Carlos Valdez, Edgar Martínez, Marcelo Tamayo, Marco Tobar y Marcelo Valenzuela

### Espoli Ascendió a Profesional
1987
En la primera categoría del fútbol amateur, jugó la modalidad de todos contra todos a una vuelta. Participaron U. Católica, IESS, Don Bosco, Derby, LDU Amateur, Unión Riofrío, Master, Altamira, Titán, Lasallano, Yerovi, Atahualpa, Sudamérica y Espoli.
Clasificaron los 8 primeros para la segunda etapa, jugándose un octogonal. Espoli participó en la serie "A", junto a Titán, Universidad Católica y Sudamérica. Pese a los esfuerzos de directivos y jugadores no se pudo concretar el objetivo de llegar a las posiciones estelares aunque el estilo de Espoli se cimentaba cada vez más.
De pies: Subof. Yépez, Zamora, Limaico, Zapata, Chacón, Chiriboga, Linger, Zambrano, Quiñonez, Basantes, Araujo y Vallejo
1988
Con el ánimo totalmente renovado y rectificando los errores cometidos en la anterior temporada, Espoli participó en el campeonato de fútbol amateur, Primera Categoría, que tuvo la presencia de 14 equipos: Serie "A". Lasallano, U. Católica, Don Bosco, Altamira, Atahualpa, Derby y Sudamérica; Serie "B", Titán, Unión Gabrielina, LDU Amateur, Master, Yerovi, Unión Riofrío y Espoli. El equipo policial ganó la serie con 21 puntos, adem{as del cuadrangular final. Totalizó 28 puntos. Fue al Intercantonal y lo ganó. Jugó 25 partidos, ganó 22 y empató 3, anotó 80 goles y recibió 10, acumulado 47 puntos. Ganó el Ascenso al profesionalismo. Surgía ya la gran figura de Agustín Delgado. DT fue Ramiro Aguirre.

### Campaña Inédita
1993-1995
En el año 1993 el club asciende por primera vez a la Serie A. La ganó de principio a fin. El torneo obligó a viajes de 72 horas, a Loja por ejemplo y siempre retornó a Quito victoriosamente. Al año siguiente, fue sensación desde el primer cotejo en la Serie A ante Green Cross disputado en Manta, mezcló juventud y experiencia con Enríquez, Hidalgo, Uquillas, Salazar, Ballesteros, Yépez, Buenaño, Achillier, Carabalí, José Oleas, Hurtado y los hermanos Jauch entre otros. Ganó la primera etapa con 31 puntos, de 44 posibles. Repitió en la segunda con 18. Increíblemente se aflojó en el hexagonal final, quedando séptimo con 8 puntos. Carlos Sevilla fue el DT y Manuel Uquillas (ex-Barcelona) fue el goleador del torneo de ese año con 25 dianas.
En el año de 1995 el club logra el único vicecampeonato de la Serie A del fútbol ecuatoriano en aquel año con un fútbol contundente y muy moderno al estilo de las grandes ligas sudamericanas y europeas. Durante el campeonato el juego del Espoli se caracterizó por jugar con marcadores laterales con llegada y gol, como aquellos goles que Robespierre Pinargote marcó el autogol a favor del equipo policial ante Barcelona, que a la postre se consagró campeón por duodécima estrella del equipo amarillo en la final de revancha del campeonato nacional de ese año disputado en el Atahualpa para el triunfo de 1-0 con un gol en contra de Robespierre Pinargote.

### Participaciones internacionales
Espoli no ha ganado ningún torneo internacional hasta el momento, pero ha participado en dos torneos, uno oficial y uno amistoso, teniendo buenas participaciones en ambos torneos.

#### Copa Libertadores 1996
Artículo principal: Copa Libertadores 1996

Por ser subcampeón de Ecuador en 1995, Espoli disputó la Copa Libertadores de 1996, en la fase de grupos consiguió dos históricos triunfos, al vencer como local a los paraguayos Olimpia y Cerro Porteño. De esta manera clasificó en tercer lugar de su grupo a los octavos de final del certamen, donde fue derrotado por el brasileño Corinthians.

#### Copa Ciudad de Trujillo 2010
Artículo principal: Copa Ciudad de Trujillo 2010

14 años después, el 2010 Espoli fue invitado a un cuadrangular amistoso de pretemporada disputado en Perú, en el que además participaron Universidad César Vallejo, Universidad de San Martín de Porres y América de Cali. En la primera ronda Espoli venció al club anfitrión, César Vallejo, y en la final perdió por la mínima diferencia con San Martín.

## Uniforme
- Uniforme titular: Camiseta azul con celeste, pantalón azul, medias azules.
- Uniforme alternativo: Camiseta verde con rojo, pantalón verde, medias verdes.

El uniforme titular del Espoli está inspirado en los colores de la bandera de la Policía Nacional del Ecuador.

### Evolución
| 1994 | 1995 | 1996 | 1997 | 1998 | 1999-2000 |  |

| 2001 | 2002 | Primera Etapa 2003 | Segunda Etapa 2003 | 2004 | 2005 |  |

| Uniforme Titular 2006 | Uniforme Alterno 2006 | Uniforme Titular 2007 | Uniforme Alterno 2007 | Uniforme Titular 2008 | Uniforme Alterno 2008 |  |

| Uniforme Titular 2009 | Uniforme Alterno 2009 | Uniforme Titular 2010 | Uniforme Alterno 2010 | Uniforme Titular 2011 | Uniforme Alterno 2011 |  |

| Uniforme Titular 2012-2013 | Uniforme Alterno 2012-2013 | Uniforme Titular 2014 | Uniforme Alterno 2014 | Uniforme Titular enero - mayo de 2015 | Uniforme Alterno enero - mayo de 2015 |  |

| Uniforme Titular junio - noviembre 2015 | Uniforme Alterno junio - noviembre 2015 | Uniforme Titular 2016 | Uniforme Alterno 2016 | Uniforme Titular 2017 | Uniforme Alterno 2017 |  |

| Uniforme Titular 2018-2021 | Uniforme Alterno 2018-2021 | Uniforme Tercero 2018-2021 | Uniforme Titular 2022 | Uniforme Alterno 2022 |  |

| Uniforme Titular 2023 | Uniforme Alterno 2023 | Uniforme Titular 2024 | Uniforme Alterno 2024 |

### Auspiciantes
- Actualizado al 2025.

La camiseta actual lleva la marca Astro. Ésta a su vez es administrada por Marathon Sports, empresa ecuatoriana de confección y distribución de accesorios deportivos, con la cual el club mantiene vínculo desde 2018 y el patrocinador principal es la empresa ecuatoriana Cooperativa Policía Nacional desde 2024.
Esta es la cronología de las marcas y patrocinadores de la indumentaria del club.
Las siguientes tablas detallan cronológicamente las empresas proveedoras de indumentaria y los patrocinadores que ha tenido el C.D. Espoli desde el año 1990 hasta la actualidad:
| Período       | Proveedor       |
| ------------- | --------------- |
| 1989-1994     | Sin Marca       |
| 1995          | Marathon Sports |
| 1996          | Lotto           |
| 1997          | Puma            |
| 1998-2000     | Lotto           |
| 2001-2003     | Diadora         |
| 2003          | Maletec         |
| 2004-2005     | Le Coq Sportif  |
| 2006-2007     | Wilson          |
| 2008-2011     | Aurik           |
| 2012-2013     | Sin Marca       |
| 2014-2015     | Aurik           |
| 2016-2017     | Spyro           |
| 2018-presente | Astro           |

| Período       | Patrocinador                 |
| ------------- | ---------------------------- |
| 1989-1993     | Sin Patrocinador             |
| 1994          | Tecnistamp                   |
| 1994          | Agua Mineral Fontana         |
| 1995-2005     | Pilsener                     |
| 2006          | CM Agro Protección           |
| 2007          | Sin Patrocinador             |
| 2008          | Tecnistamp                   |
| 2008          | Sin Patrocinador             |
| 2009          | Tecnistamp                   |
| 2010          | Productos El Sabor           |
| 2011-2015     | Sin Patrocinador             |
| 2015          | Banco del Pacífico           |
| 2016          | Kia Motors                   |
| 2017          | Cooperativa Policía Nacional |
| 2018-2019     | Armony S.A.                  |
| 2021-2022     | Cooperativa Policía Nacional |
| 2023          | T&T Touristic Services       |
| 2024-presente | Cooperativa Policía Nacional |

## Datos del club
- Puesto histórico: 15.° (14.° según la RSSSF)[14]
- Temporadas en Serie A: 17 (1994-2004, 2005-C-2006-I, 2008-2011).[15]
- Temporadas en Serie B: 11 (1991-1993, 2005-A, 2006-II-2007, 2012-2016).[15]
- Temporadas en Segunda Categoría: 10 (1989-1990, 2017-2019, 2021-presente).
- Mejor puesto en la liga: 2.° (1995).[16]
- Peor puesto en la liga: 12.° (2011).
- Mayor goleada a favor en torneos nacionales:
  - 6 - 0 contra Panamá (11 de noviembre de 1998).[17]
- Mayor goleada a favor en torneos internacionales:
  - 2 - 1 contra Cerro Porteño de Paraguay (26 de marzo de 1996) (Copa Libertadores 1996).[18]
- Mayor goleada en contra en torneos nacionales:
  - 6 - 1 contra Liga de Quito (25 de agosto de 2002).[19]
- Mayor goleada en contra en torneos internacionales:
  - 3 - 1 contra Corinthians de Brasil (1 de mayo de 1996) (Copa Libertadores 1996).[18]
- Máximo goleador histórico: Rafael Alberto Capurro (67 goles anotados en partidos oficiales).
- Máximo goleador en torneos nacionales:
- Máximo goleador en torneos internacionales:
- Primer partido en torneos nacionales:
  - Green Cross 4 - 1 Espoli (6 de marzo de 1994 en el Estadio Jocay).[20]
- Primer partido en torneos internacionales:
  - Barcelona 3 - 2 Espoli (13 de marzo de 1996 en el Estadio Monumental Isidro Romero Carbo) (Copa Libertadores 1996).[18]
- Participaciones en Copa Libertadores: 1 (1996).

## Jugadores

### Plantilla 2024
- Última actualización: 16 de febrero de 2024.

- = Capitán.
- = Lesionado.

#### Altas y bajas Primera etapa 2023
- Última actualización: 30 de noviembre de 2022.

| Altas          |                |                  |        |
| Jugador        | Posición       | Procedencia      | Tipo   |
| Jonathan Cobo  | Defensa        | Juventud F. C.   | Libre. |
| Anthony Jacome | Centrocampista | Leones del Norte | Libre. |

| Bajas            |                |                                  |        |
| Jugador          | Posición       | Destino                          | Tipo   |
| Patrixon Padilla | Guardameta     | Miguel Iturralde                 | Libre. |
| Gilbert Castillo | Defensa        | Cuniburo F. C.                   | Libre. |
| Oswaldo Granda   | Defensa        | C. D. Primero de Mayo (Yantzaza) | Libre. |
| Cesar Anchundia  | Defensa        | América de Quito                 | Libre. |
| Segundo Torres   | Centrocampista | C. D. Meridiano                  | Libre. |
| Andres Lara      | Centrocampista | Imbabura S. C.                   | Libre. |
| Juan Puentes     | Centrocampista | Aampetra                         | Libre. |
| Lenin Pule       | Delantero      | Cuniburo F. C.                   | Libre. |

### Jugadores históricos
- Carlos Arguello
- Manuel Uquillas
- Máximo Banguera
- Washington España
- Carlos Armando Gruezo Quiñonez
- Carlos Yáñez
- Alfonso Obregón Cancino
- Líder Mejía
- Juan Guaman
- Jacinto Espinoza
- Jhon Cagua
- Jimmy Blandón

## Palmarés

### Torneos nacionales
| Competición                        | Títulos       | Subcampeonatos         |
| ---------------------------------- | ------------- | ---------------------- |
| Serie A de Ecuador (0/1)           |               | 1995.                  |
| Serie B de Ecuador (2/3)           | 1993, 2005-A. | 1991-II, 1992-I, 2007. |
| Segunda Categoría de Ecuador (0/1) |               | 1990.                  |

### Torneos provinciales
| Competición                          | Títulos                 | Subcampeonatos |
| ------------------------------------ | ----------------------- | -------------- |
| Profesional                          |                         |                |
| Segunda Categoría de Pichincha (4/2) | 1989, 1990, 2017, 2018. | 2019, 2021.    |
| Amateur                              |                         |                |
| Copa Pichincha (3)                   | 1986, 1987, 1988.       |                |

### Torneos internacionales amistosos
| Competición                   | Títulos | Subcampeonatos |
| ----------------------------- | ------- | -------------- |
| Noche de los Poemas (1)       | 2010.   |                |
| Copa Ciudad de Trujillo (0/1) |         | 2010.          |